# PopMatters
PopMatters is een Amerikaanse webzine. Het publiceert recensies, interviews en cultuurkritische stukken op het gebied van popcultuur. De onderwerpen variëren tussen muziek, televisie, films, boeken, videospellen, strips, sport, theater, beeldende kunst, reizen en internet.
PopMatters is opgericht door Sarah Zupko, die eerder de academische site PopCultures voor culturele studies had opgericht. PopMatters werd eind 1999 gelanceerd als een zustersite met originele essays, recensies en kritiek op verschillende mediaproducten. In de loop van de tijd ging de site van een wekelijks publicatieschema naar een tijdschriftformaat van vijf dagen per week, en breidde het uit naar regelmatige recensies, functies en kolommen. In het najaar van 2005 overschreed het maandelijkse lezerspubliek een miljoen.